# Luigi Montresor
Luigi Massimiliano Montresor (Bussolengo, 26 ottobre 1862 – Fontechiari, 22 settembre 1948) è stato un politico e dirigente d'azienda italiano.

## Biografia
Laureato in lettere a Pisa, perfezionatosi in archeologia all'Università di Roma, in quest'ultima città ottiene la cattedra di lettere italiane nell'istituto Massimo d'Azeglio, dove insegna per più di trent'anni pur continuando a seguire la vita politica del suo paese. Nel 1909 viene candidato a deputato nel collegio di Bardolino ed è rieletto alle successive consultazioni del 1913. Al termine della sua seconda legislatura viene nominato senatore a vita. Cattolico di orientamento liberale si è particolarmente adoperato per la libertà e la dignita delle scuole private, presiedendo la Federazione nazionale degli istituti scolastici. È stato inoltre consigliere dell'Associazione Educatrice Italiana e preside della Scuola Magistrale Regina Victoriae di Roma, nonché presidente della Società Cattolica d'Assicurazione e della Banca Cattolica del Veneto. Sostenitore del fascismo, è decaduto dalla carica di senatore con sentenza dell'Alta Corte di Giustizia per le Sanzioni contro il Fascismo del 14 novembre 1945.